# قليني فهمي
قَلِّيني فَهْمي (1860 - 1954) أديبٌ وسياسيٌّ قبطيٌّ مصري.

## حياته ونشاته
قلينى فهمى باشا ابن يوسف بن عبد الشهيد، وُلد سنة 1860 في قرية نزلة الفلاحين بمديرية المنيا بصعيد مصر، وتلقَّى تعليمه الأوَّلي بالقرية، ثم سافر إلى القاهرة ليُكمل تعليمه هناك، وبعد أن انتهى من تعليمه عمل بوظائف إدارية بالقاهرة، وصار أحد النُّخب القبطية الهامَّة، أيضًا وضع بعض الكُتب الأدبية والسياسية الصغيرة؛ مثل «أعمال الملوك» و«الأمير عمر طوسون» و«مذكرات قليني فهمي» وغيرها. تُوفِّي بمدينة «مغاغة» عام 1954، كان من المقربين من الخديوى إسماعيل و واحد من أركان حكومته، واتعين مدير لديوان القضايا بمديرية المنيا ليكون من اوائل الأقباط اللى ُيعَينون فى المحاكم الاهلية.

## مسيرته
عمل قلينى فهمى بعد تخرجه من مدرسة حارة السقايين كمترجم فى ديوان عموم فبريقات الدايرة السنية بالمنيا، و فى 18 ابريل 1875م سكرتير فى ديوان جفالك الدايرة السنية، بعدين اترقا علشان يكون "معاون أول" و"باش مترجم" الديوان فى ابريل سنة 1881 وفى أول يناير سنة 1888 اتعين مفتشا عاما للدايرة السنية ،كمان تولى وظايف إدارية كتيرة منها مصلحة الملاحة ومصلحة الكبارى والضربخانة لصك العملة.
وفى سنة 1901 نال من الخديوى عباس حلمى التانى (1914-1892)رتبة (الميرميارن) الرفيعة (امير ألأمراء)، هيا واحده من درجات الباشوية، اللى كانت توجه لالمحافظين ونظار النظاارت ووكلاء النظاارت ورؤساءالمحاكم،وقد نالها بعد ما أمضى ثمانية وعشرين سنه فى الخدمة، ونسب قلينى فهمى باشا فكرة انشاء ساحل "روض الفرج" و"أثر النبي"
صدر مرسوم بتشكيل الجمعية التشريعية وقلينى باشا من أعضائها و أنتخب فيها رئى ًسا للجنة المالية ، وفى عهد الملك فؤاد الاولانى تشكلت لجنة الثلاثين اللى تولت وضع أسس الدستور المصرى سنة 1923 و كان رئيسها حسين رشدى باشا (1863-1928)، و كان قلينى فهمى باشا واحد من اعضائها وبصفته من كبار الأقباط فى القطر المصرى كان من فريق يمثل الأقليات من الطوايف غير المسلمة مكون من الأسقف يؤانس مطران قنا،ويوسف سابا باشا،وتوفيق باشا دوس والياس عوض بك.
من أهم أعماله هى مشروع بنك التسليف الزراعى فبعد انهيار بورصة القطن نتيجة للازمة الاقتصادية العالمية هدد الاف الفلاحين بمصادرة اراضيهم فأقترح قلينى باشا انشاء بنك وطنى لتسليف الفلاحين لحد يتثنى لهم دفع المديونيات ولا تنزع ملكيتهم .كما ساهم فى اللغاء عقوبة الكرباج والغاء السخرة بمؤازرة سلطان باشا حاكم الصعيد.
ساهم فى انشاء المستشفى القبطى و أوقف عليها وللجمعية الخيرية القبطية ثلاثين فدانا كمان منح مديرية المنيا قطعة ارض مساحتها عشرون الف متر لبناء اربع مدارس للبنين والبنات
كمان اوقف عشرة افدنة لكنيسة طحا الاعمدة وانشئ جامع وكنيسة بمغاغة كمان تبرع بقصرة بحلوان ليكون مستشفى تابعة للهلال الاحمر ولما ما كانتش بمسقط راسة بمغاغة مستشفى تبرع بقصرة ليكون مستشفى تشرف علية وزارة الصحة العمومية لجميع المصريين مسحيين ومسلمين.

## آثاره
ألف كتباً صغيرة، منها «أعمال الملوك» و«عمر طوسون، حياته وآثاره».